# Raión de Témkino
El raión de Témkino (ruso: Тёмкинский райо́н) es un distrito administrativo y municipal (raión) ruso perteneciente a la óblast de Smolensk. Se ubica en el este de la óblast. Su capital es Témkino.
En 2021, el raión tenía una población de 5561 habitantes.
El raión limita al este con las vecinas óblast de Moscú y Kaluga. El territorio del raión es completamente rural.

## Subdivisiones
Comprende los asentamientos rurales de Témkino (la capital del raión), Batiushkovo (con capital en Berkino), Medvédevo (con capital en Vlásovo) y Pavlovskoye (con capital en Bulgakovo). Estas cuatro entidades locales suman un total de 131 localidades.